# ジェリー・コンロン
ジェリー・コンロン（Gerry Conlon、1954年3月1日 - 2014年6月21日）はイギリスの作家。映画『父の祈りを』の原作者。